# 東安門

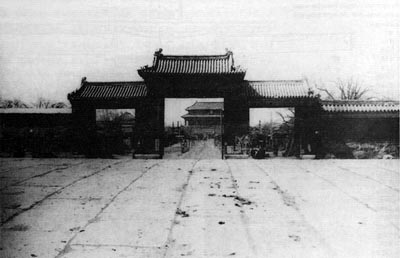
1912年的东安里门，图片显示的是从皇恩桥东侧向西看东安里门。远处为东华门。

東安門是明清兩代北京皇城的城門之一，位于皇城東墙中部偏南，与紫禁城的東華門相對。今僅存遺址，在南河沿大街、北河沿大街與晨光街之間，兩街與東華門大街交汇处。

## 歷史

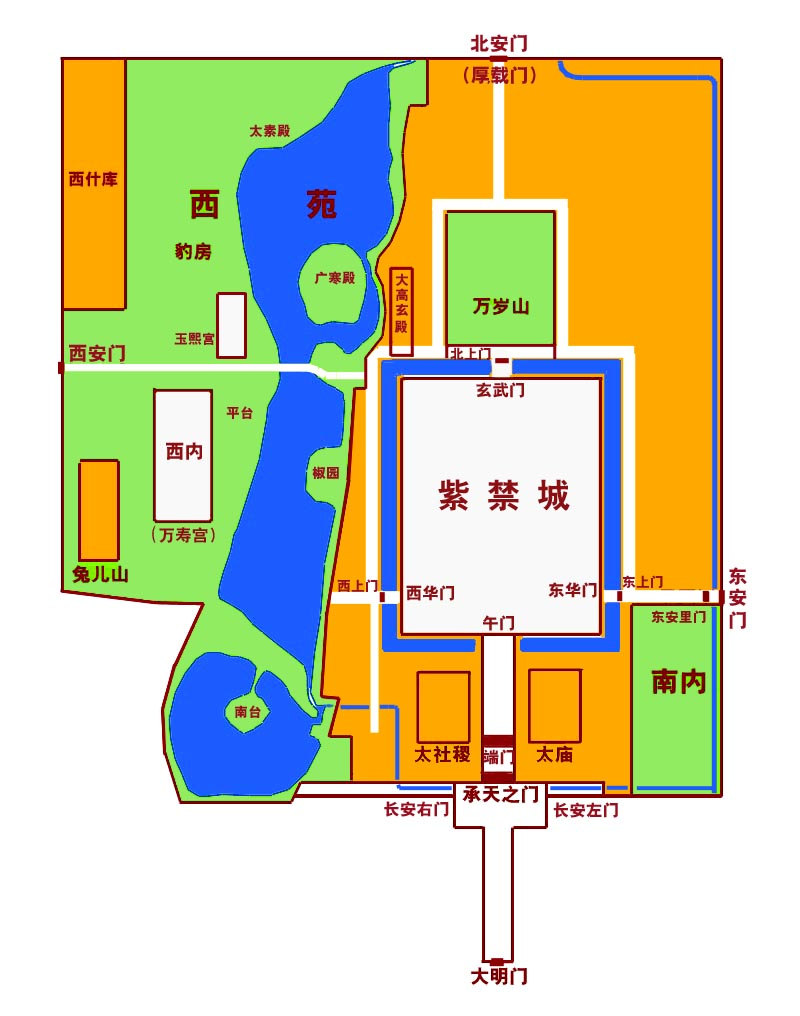
明朝时期北京皇城平面圖

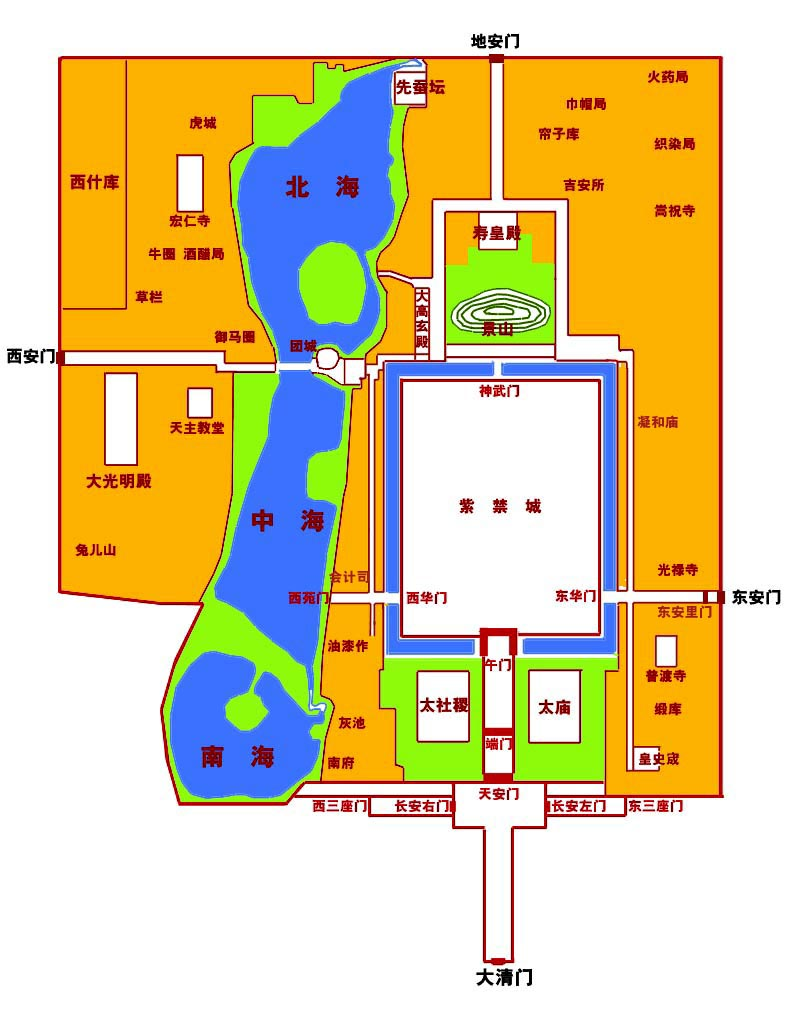
清朝时期北京皇城平面圖

皇城東墙始建于明永乐十八年（1420年），為南北走向，原在玉河以西，在正對東華門處設有東安門，东对玉河上的皇恩桥。宣德七年（1432年）皇城東擴，玉河包入東墻内，在原東安門正東的皇恩桥东侧重建城門，為面闊七間之三門黄琉璃单檐歇山顶式建筑，宽約35米，進深約15米。門內（西）有石拱桥橫跨玉河。官员上朝，皆由此进宫，故此桥俗称“望恩桥”。永乐年間建筑的原東安門，宣德年間改为三座門式，通称東安里门。望恩桥上砌有障墙，将两門連成一體。直至清末變化不大。東安門大街和東安市場皆因之得名。
1912年2月27日，袁世凯為避免南下就任总统，唆使曹锟率北洋軍發動壬子兵變，東安門被燒毀。1926年至1927年，北洋政府内务部拆皇城墙，將東安里門一并拆除。此后，玉河先后被填平成为南河沿大街、北河沿大街，東墻址陆续為居民占據，建滿房屋。
2001年，皇城根遗址公园建設期間，民房被拆除，在東安門原址發現了東安門城門基址，開辟為露天遺址供人參觀。